# Phragmipedium
A Phragmipedium az egyszikűek (Liliopsida) osztályának a spárgavirágúak (Asparagales) rendjébe, ezen belül a kosborfélék (Orchidaceae) családjába tartozó nemzetség.

## Előfordulásuk
A Phragmipedium-fajok előfordulási területe Mexikó déli részétől és Guatemalától kezdve, délre Közép-Amerikán keresztül, egészen Bolívia déli részéig, valamint Brazíliáig tart.

## Rendszerezés
A nemzetségbe az alábbi 24 faj és 4 hibrid tartozik:
- Phragmipedium anchicayense Braem, Tesón & J.P.Faust
- Phragmipedium andreettae P.J.Cribb & Pupulin
- Phragmipedium anguloi Braem, Tesón & Manzur
- Phragmipedium besseae Dodson & J.Kuhn
- Phragmipedium boissierianum (Rchb.f. & Warsz.) Rolfe
- Phragmipedium caricinum (Lindl. & Paxton) Rolfe
- Phragmipedium caudatum (Lindl.) Rolfe
- Phragmipedium christiansenianum O.Gruss & Roeth
- Phragmipedium dalessandroi Dodson & O.Gruss
- Phragmipedium fischeri Braem & H.Mohr
- Phragmipedium guianense Sambin & Braem
- Phragmipedium hirtzii Dodson
- Phragmipedium humboldtii (Warsz.) J.T.Atwood & Dressler
- Phragmipedium klotzschianum (Rchb.f.) Rolfe
- Phragmipedium kovachii J.T.Atwood, Dalström & Ric.Fernández
- Phragmipedium lindenii (Lindl.) Dressler & N.H.Williams
- Phragmipedium lindleyanum (M.R.Schomb. ex Lindl.) Rolfe
- Phragmipedium longifolium (Warsz. & Rchb.f.) Rolfe
- Phragmipedium manzurii W.E.Higgins & Viveros
- Phragmipedium pearcei (Veitch ex J.Dix) Rauh & Senghas
- Phragmipedium sargentianum (Rolfe) Rolfe
- Phragmipedium schlimii (Linden ex Rchb.f.) Rolfe
- Phragmipedium vittatum (Vell.) Rolfe
- Phragmipedium warszewiczianum (Rchb.f.) Schltr.

- Phragmipedium × brasiliense Quené & O.Gruss
- Phragmipedium × pfitzerianum O.Gruss
- Phragmipedium × richteri Roeth & O.Gruss
- Phragmipedium × roethianum O.Gruss & Kalina